# Ковнаты (Подляское воеводство)
Ковнаты (пол. Kownaty) — деревня в Ломжинском повете Подляского воеводства Польши. Входит в состав гмины Пёнтница. По данным переписи 2011 года, в деревне проживало 355 человек.

## География
Деревня расположена на северо-востоке Польши, на левом берегу реки Лоевек, на расстоянии приблизительно 13 километров к северо-востоку от города Ломжа, административного центра повета. Абсолютная высота — 132 метра над уровнем моря. Через Ковнаты проходит региональная автодорога 668.

## История
Деревня была основана в 1426 году. Согласно «Списку населенных мест Ломжинской губернии», в 1906 году в деревне Ковнаты проживало 344 человека (169 мужчин и 175 женщин). В конфессиональном отношении большинство населения деревни составляли католики (335 человек), остальные — евреи. В административном отношении деревня входила в состав гмины Дроздово Ломжинского уезда.
В период с 1975 по 1998 годы деревня являлась частью Ломжинского воеводства.